# Bulbophyllum capituliflorum
Bulbophyllum capituliflorum är en orkidéart som beskrevs av Robert Allen Rolfe. Bulbophyllum capituliflorum ingår i släktet Bulbophyllum och familjen orkidéer. Inga underarter finns listade i Catalogue of Life.